# Llista de falsos amics del català amb l'anglès
Aquesta és una llista d'alguns dels falsos amics més habituals entre l'anglès i el català.

## Llista de falsos amics
| Anglès                                      | Significat en català | Semblant en català | Que en anglès seria |
| abstract                                    | resum | abstracte | abstract (in the abstract: en abstracte) |
| abuse (to ")                                | injuriar; maltractar | abusar | abuse, misuse, misapply, misemploy, mishandle (to ") |
| accommodations pl. US                       | allotjament | acomodament | arrangement |
| administration                              | govern | administració | administration |
| actual                                      | real, efectiu, veritable, vertader, ver | actual | current |
| actually                                    | de fet, en realitat | actualment | nowadays, currently |
| adept                                       | expert | adepte | follower, supporter |
| adequate                                    | suficient | adequat | suitable |
| adhere (to)                                 | acatar | adherir | add (to) |
| advertise (to)                              | anunciar | advertir | warn (to) |
| advertisement                               | anunci | advertiment | warning |
| advice                                      | consell(s) | avís | note, warning, caution |
| advocate                                    | sosteniment, suport, activista, protector o propugnador d'una causa (sentit rar en català) | advocat | lawyer, barrister, solicitor, attorney |
| affection                                   | afecte | afecció | [medical] condition |
| affluent                                    | ric, pròsper | afluent | tributary |
| agenda                                      | ordre del dia | agenda | diary |
| [hidden] agenda                             | finalitat oculta | agenda [oculta] | diary, address book |
| agonize                                     | sentir un gran dolor o una forta angoixa | agonitzar | about to die, dying, on one’s deathbed |
| America                                     | Estats Units | Amèrica | the Americas |
| american                                    | nord-americà (l'Institut d'Estudis Catalans admet "americà" com a sinònim de "nord-americà", però és preferible reservar-lo per als habitants del continent                                                                         | americà | from the Americas |
| announcement                                | anunci oral | anunci publicitari | advertisement, spot, commercial |
| apology                                     | disculpa | apologia | defense, apologia (formal) |
| apologise (to)                              | demanar disculpes | apologia | defense, apologia (formal) |
| apparel                                     | roba, vestimenta | aparell | apparatus, machine |
| appoint (to)                                | nomenar | apuntar | aim, note down (to) |
| apposite                                    | just, adequat | apòsit | dressing |
| appreciable                                 | considerable, important, perceptible, notable, significatiu (en quantitat o magnitud) | apreciable | appreciated, significated ; needed |
| appreciate                                  | regraciar, agrair, saber grat; observar, veure, apercebre | apreciar | enjoy (to) |
| approve (to)                                | estar d'acord, aceptar, aprovar una decisió | aprovar un examen | pass an exam (to) |
| apt                                         | propens | apte | able |
| argument                                    | discussió, baralla | argument (d'un llibre) | plot |
| army                                        | exèrcit | armada | navy |
| aspersion                                   | calúmnia | aspersió | sprinkling |
| ass                                         | cul | as | ace |
| assessment                                  | avaluació | assessoria | consultancy |
| assessor                                    | avaluador, taxador | assessor | advisor, consultant |
| assist (to)                                 | ajudar | assistir | attend (to) |
| assistant                                   | ajudant, adjunt, auxiliar, subaltern; assistant manager: subdirector; venedor UK; assistent | assistent | attendee, those attending/present pl.; helper, assistant; social worker: assistent social; audience: públic assistent (m) audience (attendant: encarregat, assistent, guarda, acomodador, vigilant; adj. relacionat, consegüent, concomitant)                                    |
| assume (to)                                 | suposar, pressuposar, donar per fet/descomptat; adquirir, prendre; adoptar | assumir | take on, assume (to) |
| asylum                                      | manicomi | asil | old people’s home |
| attempt                                     | intent | atemptat | terrorist attack |
| attend (to)                                 | freqüentar, assistir a, anar a, ser-estar present a, | atendre | take care of, beware, look out, attend, manage, look after, be in charge (to) |
| balloon                                     | globus | baló | ball |
| base (to) on                                | fundar(-se) en; inspirar-se en. (based in: Amb seu a tal lloc, instal·lat, situat o siti, sítia a) | | |
| best                                        | millor | bèstia | beast |
| bigot                                       | Intolerant, fanàtic | bigoti, bigot (mostatxo) | moustache |
| billet                                      | caserna, allotjament militar | bitllet | ticket |
| billion                                     | mil milions | bilió | trillion |
| blank                                       | espai en blanc o buit | blanc (color) | white |
| bomber                                      | avió bombarder; persona que posa bombes | bomber | fireman, firefighter |
| brave                                       | valent | brau | fierce, rough (sea) |
| cafe                                        | cafeteria | cafè | coffee, brown |
| cabin                                       | cabanya/cabana (=hut); xalet | cabina | cabin (compartiment o peça privada d'un vaixell); cockpit (d'un avió); (phone)booth (telefònica) |
| camp                                        | base militar, campament | camp | field |
| candid                                      | sincer | càndid | naive, innocent |
| cap                                         | gorra | cap (part del cos) | head |
| caravan                                     | cotxe caravana | caravana (trànsit) | traffic jam |
| carbon                                      | carboni | carbó | coal |
| card                                        | targeta 'calc del castellà per 'carta') | carta (castellanisme per 'lletra) | letter |
| cart                                        | carro | carta | letter |
| career                                      | professió | carrera (estudis); carrer | degree, studies; street |
| carpet                                      | catifa | carpeta | folder, file |
| cartoon                                     | dibuixos animats, tira còmica | cartó, cartró | cardboard |
| cask                                        | bóta, tonell | casc | helmet |
| casual                                      | informal | casual | accidental, chance |
| casualty                                    | accident greu o mortal; desastre; destrossa, dany. pèrdua (militar) per ferida, lesió, malaltia, internament o captura; víctima, ferit, perdut o destruït (en general en plur.)                                                     | casualitat | coincidence |
| cocoa                                       | cacau | coco | coconut |
| collar                                      | coll de la camisa | collar | necklace |
| college                                     | facultat | col·legi | school |
| commodity                                   | mercaderia, producte | comoditat | comfort |
| commons                                     | camp comú, parc | comuna | commune |
| complimentary                               | de cortesia (gratuït) | complementari | complementary |
| complexion                                  | cutis, pell | complexió | constitution, body type |
| comprehensive                               | exhaustiu, global | comprensiu | sympathetic, understanding |
| compromise (to)                             | cedir, transigir | compromís | commitment |
| concourse                                   | esplanada | concurs | contest, quiz show |
| condescendence                              | aire de superioritat | condescendència | affability, acquiescense |
| conductor US (guard UK)                     | revisor, cobrador (transports); director d'orquestra | conductor | driver |
| conference                                  | congrés, simposi | conferència | lecture, talk |
| consent                                     | consentiment | consens | consensus |
| consistent                                  | persistent, constant, coherent, conseqüent, regular, uniforme, que no varia sinó allò em què consisteix quelcom | consistent | thick, solid, strong, sound |
| constipated                                 | restret | constipat (refredat) | [have a] cold |
| contest (to)                                | concurs, competició | contestar (l'ús de Contestar per Respondre a és un castellanisme) | contest (to) (litigar, pledejar); answer (to) |
| convene (to)                                | convocar, reunir | convenir | agree (to) |
| convenient                                  | adaptat, còmode, oportú, pràctic, útil | convenient | cheap (=econòmic, barat, a bon mercat) |
| coroner                                     | jutge d'instrucció per a casos de mort no natural | coronel | colonel |
| chorus                                      | tornada | cor | choir, chorus line |
| costume                                     | disfressa | costum | habit |
| counter                                     | taulell | comptador | accountant |
| crane                                       | grua | crani | skull |
| crime                                       | delicte | crim | murder |
| crude                                       | groller | cru (sense cuinar) | raw |
| cult                                        | secta | culte | learned, educated, cultured |
| current                                     | actual | corrent | ordinary |
| curse                                       | blasfemar; maledicció | cursar, fer un curs; curs | study (to); course |
| cypher/cipher                               | xifra; número; codi (secret); ; monograma; criptador, xifrador; fig. misteri, enigma | xifra | number; cypher/cipher |
| cypher/cipher (to)                          | xifrar; calcular | xifrar | calculate (to); cypher/cipher (to) |
| deceive                                     | engany | decebre | to disappoint |
| deception                                   | engany | decepció | disappointment |
| default                                     | defecte (per "); fallida, impagament | defalt o defecte | flaw |
| deliver (to)                                | lliurar, entregar | deliberar | deliberate |
| delusion                                    | il·lusió, deliri | delusió (=engany forjat dins la ment) | deception (forged in our own mind) |
| demonstration                               | manifestació; maqueta (música) | demostració | display, manifestation (en el sentit de mostra: “the rise in unemployment was just a further manifestation of the government‘s incompetence” = “l'augment de la desocupació és una mostra més de la incompetència del govern”                                                    |
| deprivation                                 | privació, pèrdua | depravació | depravity |
| design                                      | disseny, concepció | designi | purpose, intention |
| dessert                                     | postres | desert | desert |
| destitute                                   | indigent | destituït | dismissed |
| devil                                       | dimoni | dèbil | weak |
| devolution                                  | descentralització | retornar | return |
| diary                                       | agenda | diari | newspaper |
| dinner                                      | sopar | dinar | lunch |
| discrete                                    | diferenciat | discret | discreet |
| discuss (to)                                | analitzar | discutir | argue (to), quarrel (to) |
| discussion                                  | debat | discussió | argument |
| disgust                                     | fàstic | disgust | annoyance, trouble |
| disorder                                    | trastorn | desordre | confusion, mess |
| disposable                                  | d'un sol ús | disponible | available, at hand |
| disparate                                   | dispar | disbarat | nonsense, foolish act |
| diversion                                   | desviament, desviació [a la carretera] (=detour) | diversió | fun, entertainment |
| domestic                                    | local, nacional (en domestic flights= vols nacionals) | domèstic | domestic |
| ecologist                                   | ecòleg | ecologista | environmentalist, conservationist. |
| economics                                   | economia | economics (barats) | cheap |
| edge                                        | aresta | eix | axis |
| educated                                    | culte, instruït | educat | polite (=de bones maneres) |
| effective                                   | eficaç, productiu | efectiu | existent, real (=que produeix l'efecte normal; que és real, veritable, no imaginari) |
| embarrassed                                 | avergonyit | embarassada | pregnant |
| emergence                                   | sorgiment, aparició | emergència | emergency |
| engaged                                     | promès | enganxat | hooked, stuck |
| enjoy (to)                                  | gaudir | enjoiar | jewel (to), adorn (to) with jewels |
| escalator                                   | escales mecàniques | escalador | climber |
| espouse (to)                                | promoure, fomentar | esposa | spouse, wife (female) |
| estate                                      | propietat, patrimoni | estat | state |
| eventual                                    | final, definitiu | eventual | casual, possible |
| eventually                                  | finalment, [al cap i] a la fi, inevitablement | eventual | by chance |
| evidence                                    | prova, indici | evidència | obviousness |
| exhibition                                  | exposició, presentació, demostració, mostra, saló; espectacle (exhibition game (or match) : partida amistosa/amical) | exhibició | recitació (actor, orador, cantatriu) \| execució \| joc (actor, manera d'interpretar; manobra) \| espectacle (representació) \| prestació / retiment (atleta, automòbil, etc) \| representació \| sessió \| realització \| producció)                                            |
| exit                                        | sortida, eixida | èxit | success |
| extravagant                                 | malgastador, excessiu | extravagant | outrageous, odd |
| extremities                                 | mans i peus | extremitats | limbs |
| fabric                                      | teixit, tela | fàbrica | factory, plant |
| facilities                                  | instal·lacions | facilitats | credit terms |
| familiar                                    | conegut, familiar (adj.) | familiar (n.) | relative |
| fart                                        | pet | fart | full |
| fee                                         | tarifa, honoraris | fe | faith |
| felon                                       | delinqüent, criminal, que ha comès un delicte greu | felló | angry, disgusted (=irat, enutjat per la ira; que expressa ira, fet amb ira) (en el llenguatge literari de la Renaixença va estar un poc en ús el mot felló amb el significat de covard i traïdor, però aquest significat és fals, provocat per la influència del castellà felón) |
| felony                                      | delicte, crim greu | fellonia | anger, outrage (=qualitat de felló; ira, irritació de l'ànim; acció deslleial contra el propi senyor) |
| fiancée                                     | promesa, xicota | fiança | bail |
| figure                                      | xifra | figura | figure |
| file                                        | arxiu, carpeta, fitxer | fila | row |
| fin                                         | aleta (d'un peix) | fi, final | end |
| firm                                        | empresa | firma | signature |
| form                                        | formulari | forma | shape |
| fray                                        | disputa | frare | friar |
| full                                        | ple, fart, tip | full | sheet |
| futile                                      | inútil, ineficaç | fútil | trivial, insignificant |
| gang                                        | colla | ganga | bargain |
| geneva                                      | ginebra | Gènova | Genoa |
| genial                                      | simpàtic, cordial; agradable (clima) | genial | great, fabulous |
| grab (to)                                   | agafar | gravar | record (to) |
| gracious                                    | cortès | graciós | funny |
| grill                                       | graelles | grill | cricket |
| gripe                                       | mal de ventre | grip | flu |
| grocery                                     | botiga de comestibles | grolleria | rudeness, rude word |
| home                                        | casa | home | man |
| hostel                                      | alberg | hostal | guesthouse |
| idiom                                       | frase feta | idioma | language |
| ignore                                      | ometre, desatendre, no fer cas, no fer cabal, no prestar atenció, no parar esment, passar per alt; estar indiferent a; ignorar | ignorar | not to know; have (to) no experience of |
| illusion                                    | miratge | il·lusió | hope, dream |
| improve (to)                                | millorar | improvisar | improvise (to) |
| influenza                                   | grip | influència | influence |
| informatics                                 | ciència de la informació | informàtica | computer science |
| ingenious                                   | enginyós | ingenu | naive |
| ingenuity                                   | enginy (d'enginyós) | ingenuïtat (d'ingenu) | naivety, ingenuousness |
| inhabitant                                  | habitant | inhabitat | uninhabited |
| initiate (to)                               | començar, iniciar, engegar, aviar | iniciar (sempre vol dir començar a aprendre) | initiate (to) |
| injury                                      | ferida; ferir | injúria | insult |
| institute                                   | fundació, organització | institut de secundària | secondary school |
| introduce (to)                              | presentar | introduir | put in (to) |
| installment                                 | quota, termini, lliurament (entrega) | instal·lació | installation |
| insulation                                  | aïllament | insolació | sunstroke |
| intend (to)                                 | tenir la intenció | intentar | try (to) |
| intoxicated                                 | ebri | intoxicat | with food poisoning |
| involve (to)                                | involucrar | embolicar | wrap (to) |
| joy                                         | gaudi, alegria | joia | jewel |
| journalist                                  | periodista | jornalista | day laborer |
| juice                                       | suc | judici | judgment |
| jurisprudence                               | teoria del dret | jurisprudència | legal doctrine |
| just                                        | només, solament, sols | just | fair |
| lag                                         | retard, demora | llac | lake |
| large                                       | gran | llarg | long |
| lecture                                     | conferència, classe | lectura | reading |
| lentil                                      | llentia | lentilla | contact lens |
| letter                                      | lletra de l'abecedari o carta | lletra d'una cançó; forma d'escriure | lyrics; handwriting |
| library                                     | biblioteca | llibreria | bookshop |
| lime                                        | llima (fruita) | llima (d'ungles) | file |
| litterature                                 | documentació, desplegant, prospect; literatura | literatura | litterature |
| local                                       | local (adj.), d'un lloc | local comercial | premises |
| lore                                        | tradició, saviesa popular | llop | wolf |
| ludicrous                                   | ridícul | lúdic | playful, ludic |
| luxury                                      | luxe | luxúria | lust |
| macaroon                                    | galeta amb ametlles i coco | macarrons | macaroni |
| man                                         | home | mà | hand |
| mark                                        | taca, petjada | marca | brand |
| maroon                                      | granat (color) | marró | brown |
| mascot                                      | mascota (persona, animal o objecte que porta bona sort) | mascota (barbarisme per animal de companyia) | pet |
| massive                                     | massís; massiu; espès, gruixut, corpulent, feixuc, pesant, gros; fig. immens | massís | massif (=serralada); clump, solid mass; adj. solid |
| mayor                                       | alcalde | major | bigger |
| misery                                      | tristesa | misèria | poorness, poverty |
| molest (to)                                 | abusar sexualment | molestar | bother, annoy (to) |
| momentum                                    | impuls | moment | moment |
| morbid                                      | morbós, mòrbid ant., insà, obsessiu | mòrbid | morbide, malsain |
| morose                                      | malhumorat, taciturn | morós | dilatory, in arrears |
| nap                                         | migdiada, becaina | nap | turnip |
| net                                         | xarxa | net | clean |
| never                                       | mai | nevera | fridge |
| notes                                       | notes escrites | notes, qualificacions | marks, grades |
| notice                                      | avis, anunci | notícia | news item |
| obsequies                                   | exèquies | obsequis | gifts |
| occurrence                                  | aparició | ocurrència | absurd idea |
| offense US                                  | delicte; ofensa | ofensa | offense |
| office                                      | oficina | ofici | trade, job |
| once                                        | un cop | onze | eleven |
| oration                                     | discurs cerimonial | oració | sentence, prayer |
| ordinary                                    | normal, corrent | ordinari | rude, vulgar |
| page                                        | pàgina | paga | pocket money |
| pair                                        | parell, dos | parella | couple |
| pan                                         | cassola | pa | bread |
| panel                                       | referint-se a persones: equip, grup, jurat | panell | board |
| parade                                      | desfilada | paret | wall |
| parcel (package US)                         | paquet | parcel·la | site |
| pare (to)                                   | pelar; tallar les ungles | parar | stop (to) |
| parent(s)                                   | pare/mare; pare i mare | parent(s) | relative(s) |
| parole                                      | llibertat sota paraula - suspensió condicional de la pena | paraula | word |
| parking                                     | estacionament (acció) | pàrquing | car park UK, parking lot US (lloc) |
| pavement                                    | voravia o vorera a UK (que és sidewalk a US); calçada US (que és roadway a UK) | paviment | pavement US, road surface UK; flooring; floor |
| pet                                         | animal de companyia o domèstic | pet | fart |
| petrol                                      | benzina | petroli (brut) | crude oil |
| petulant                                    | irascible | petulant | smug |
| physician                                   | metge | físic | physicist n.; physical; physics (= la [ciència] física) |
| place                                       | lloc, plaça | plaça | square |
| plague                                      | pesta | plaga | pest |
| plane (col·loquialment aeroplane, airplane) | avió; nivell (fig.) | plana | plain |
| plate                                       | plat; làmina | plata (metall) | silver |
| policy                                      | política | policia | police |
| politic                                     | diplomatic, prudent | politic | politician |
| post (mail US)                              | correu; pal; plaça | post | board |
| predicament                                 | problema, dilema | predicament | reputation |
| preferred                                   | participi de prefer | preferit (adj.) | favourite |
| preservative                                | conservant | preservatiu | condom, rubber (US), prophylactic |
| presume (to)                                | suposar | presumir | show off, boast (to) |
| pretend (to)                                | fingir | pretendre | try, attempt, expect (to): “he intended to marry the baker’s daughter” (= “pretenia a la filla del former”/”pretenia casar-se amb la filla del forner”); claim |
| presently UK                                | aviat | presentment | at present, currently |
| prize                                       | premi | preu | price |
| probe                                       | sonda | prova | proof; evidence |
| professor                                   | catedràtic | professor | teacher |
| progeny                                     | prole, descendència | progènia | lineage, family |
| prospect                                    | possibilitat, perspectiva | prospecte | leaflet, pamphlet |
| prove (to)                                  | demostrar | provar | try, test (to) |
| public holiday                              | dia festiu | vacances/vacacions | holidays |
| public school                               | escola privada (UK) | escola pública | state school |
| pulp (n.)                                   | polpa | pop | octopus |
| quarterly (adj.)                            | trimestral | quadrimestral | four-monthly |
| quiet                                       | callat | quiet | still |
| quince                                      | codony | quinze | fifteen |
| quote                                       | citar textualment | quota | fee |
| ram                                         | moltó (mascle de l'ovella castrat); xocar, topar | ram | bunch (as in bunch of flowers) |
| rape (to)                                   | violar | rapar | shave, crop (to) |
| realize (to)                                | adonar-se | realitzar | achieve, carry out (to) |
| reboot (to)                                 | reiniciar | rebotar | bounce (to) |
| receipt                                     | rebut | recepta | recipe (food), prescription (medicine) |
| recipient                                   | destinatari, receptor | recipient | container |
| reckon (to)                                 | calcular, considerar, creure | reconèixer | recognize (to) |
| recollection                                | record | recol·lecció | harvest, collection |
| record (to)                                 | gravar | recordar | remember (to) |
| regular                                     | de mida normal | regular | bad, not so good |
| remove (to)                                 | eliminar | remoure | stir (to) |
| rendition                                   | interpretació | rendició | surrender |
| rent (to)                                   | llogar | renda | income |
| request                                     | petició, sol·licitud | requeriment | demand; request, notification (legal, notarial) |
| requirement                                 | requisit | requeriment (judicial) | request, notification (legal, notarial) |
| rendition (=performance)                    | interpretació (d'un poema, d'una peça de música); traducció; extradició; restitució | rendició surrender | |
| reservation                                 | reservació; reserva (indian reservation: reserva d'indis) | reservació | reservation |
| resort                                      | centre turístic o recurs | ressort | spring |
| rest (to)                                   | descansar | restar | take away, subtract (to) |
| résumé US                                   | curriculum vitae (curriculum vitae UK) | resum | summary; abridgement UK, abridgment US |
| retire (to)                                 | retirar-se | retirar | withdraw, remove (to) |
| revenue                                     | Ingressos públics | tornada | return |
| road                                        | carretera | ruta (itinerari) | route |
| rocket                                      | coet | roca | rock |
| rope                                        | corda | roba | clothes |
| rude                                        | maleducat | rude | rough |
| salad                                       | amanida | salat | salty |
| salt                                        | sal | salt | jump |
| salted                                      | salat | saltejat | skipped |
| salvage                                     | salvament; rescat | salvatge | wild, savage |
| sane                                        | sa d'esperit; assenyat | sa | healthy |
| sauce                                       | salsa | salze | willow |
| scallop                                     | petxina de pelegrí | escalopa | escalope |
| scholar                                     | savi, estudiós | escolar | related to school |
| sensible                                    | sensat, raonable; delicada, controvertida (una qüestió ~) | sensible | sensitive |
| sensitive                                   | sensible | sensitiu | sentient |
| sequester (to)                              | aïllar, treure; separar (cf. cat antic) | segrestar | kidnap, abduct (to) |
| several                                     | diversos | sever | harsch, strict |
| severe                                      | greu, intens, agut, dolorós | sever | harsch, strict |
| signature                                   | signatura | assignatura | subject |
| significant                                 | important | significat | meaning |
| silicon                                     | silici | silicona | silicone |
| soap                                        | sabó | sopa | soup |
| son                                         | fill | són (verb) | are |
| spade                                       | pala | espasa | sword |
| spectacles                                  | ulleres | espectacle | show |
| spouse                                      | cònjuge (indiferenciat) | espòs -osa | groom / bride; husband (male), wife (female) |
| stationery                                  | articles de papereria | estacionari | stationary |
| stay (to)                                   | estar(-se) | estar | be (to) |
| stir (to)                                   | remenar un líquid | estirar | stretch (to) |
| stock US                                    | acció (share UK) | estoc | stock, inventory |
| stranger                                    | desconegut, foraster | estranger | foreigner |
| stretch (to)                                | estirar, estendre | estrènyer | take in, narrow (to) |
| subside (to)                                | abaixar, disminuir | subvencionar; subsidi | subsidize (to); subsidy |
| substantial                                 | real; sòlid, ferm; vertader, veritable. | substancial | related or belonging to substance; which constitues the substance of a thing; which contains substance |
| suburb                                      | barri residencial perifèric fora vila o ciutat, urbanització; barriada (barri gran; barri exterior, aplec d'edificis o casa que formen un tot més o menys independent de la resta de la vila o ciutat però situat fora del seu buc) | suburbi, barri baix (barri o ensems de barris perifèrics o interiors degradats, d'una ciutat, normalment ocupats per classes socials baixes, marginals, amb mancances d'equipaments i baixa qualitat d'habitatge, que inspiren desconfiança i inseguretat) | slum (area), shanty town |
| succeed (to)                                | tenir èxit, succeir | succeir | happen (to) |
| success                                     | èxit, succés | succés | event |
| sulphur (UK), sulfur (US)                   | sofre | sulfur | sulphide (UK), sulfide (US) |
| sunrise                                     | alba, sortida del sol | somriure | smile |
| supply (to)                                 | subministrar | suplicar | implore (to) |
| support (to)                                | donar suport, mantenir | suportar | bear, put up with (to) |
| sympathetic                                 | comprensiu | simpàtic | nice, friendly |
| sympathy                                    | compassió, llàstima | simpatia | friendliness |
| target                                      | objectiu, blanc | targeta | card |
| terrible                                    | espantós; terrible | terrible | terrible, awful, dreadful |
| terrific                                    | increïble, enorme, boig, formidable, fantàstic, superb, sensacional | aterridor | terrifying, horrific |
| ton                                         | ton (unitat de mesura imperial equivalent a 2.000 lliures) | tona | tonne |
| topic                                       | tema, matèria | tòpic | cliché, stereotype; topical (preparation for external use) |
| traduce (to)                                | calumniar | traduir | translate (to) |
| trait                                       | tret (facial) | traït | betrayed |
| tramp                                       | rodamón | trampa | trap |
| translate (to)                              | traduir | traslladar-se | move (to) |
| trespass (to)                               | transgredir | traspassar | transfer (to) |
| trunk                                       | cofre, maleter (d'auto) | tronc | log |
| tub                                         | cubell; banyera (sin. bath, bathtub) | tub | tube, pipe |
| tube                                        | tele US (telly UK), metro londinenc UK | tub | tube, pipe |
| tuna                                        | tonyina | tuna | prickly pear |
| ultimate                                    | definitiu | últim | last |
| ultimately                                  | en última instància | últimament | lately, recently |
| umpire                                      | àrbitre | imperi | empire |
| uncompromising                              | inflexible, intransigent | sense compromís | uncommitted |
| vacuum                                      | buit | vacuna | vaccine |
| vase                                        | gerro | vas | glass, cup |
| vicious                                     | agressiu, violent, feroç, cruel | viciós | lustful, depraved |
| violate (to)                                | transgredir | violar | rape (to) |
| villa                                       | xalet, vil·la, torre | vila, poble | village |
| zealous                                     | entusiasta | gelós | jealous |

## Llista de falsos amics semàntics per polisèmia
Els falsos amics són termes entre dues llengües amb el mateix origen etimològic i mateixa forma, però que tenen un significat diferent. Aquest fenomen, aquesta interferència lingüística, provoca confusió entre els aprenents de l'esmentada llengua anglesa. Aquesta llista, en canvi, recull uns quants exemples de mots polisèmics que poden fer creure que es tracta de falsos amics. Però, en aquest cas és sols una qüestió de polisèmia –significats diferents per a una mateixa forma o significant– en mots d'una mateixa llengua, en aquest cas l'anglès.
| Anglès         | 1r significat en català | 2n significat en català                                                                                              | Sentit en anglès del 2n significat en català |
| absolutely (!) | i tant!, certament; evidentment | absolutament | absolutely, completely, totally, wholly, fully… |
| absolutely not | de cap manera, gens ni mica | no absolutament | absolutely not |
| aggressive     | emprenedor (fig.), dinàmic, actiu; agressiu | agressiu | aggressive |
| area           | regió, camp, zona, sector, domini | àrea | extension (occupied by a surface) |
| audience       | públic, auditori, assistència, espectadors; audició (acte d'oir), oïda, oïment (acció d'oir) (the act or state of hearing) | audiència | audience (formal meeting, acte d'oir un personatge de gran autoritat o altres persones de categoria inferior que exposen o demanen alguna cosa) (hearing = vista oral, compareixença) |
| chemical (n.)  | producte químic | químic (adj.) | chemical (segons context) |
| compass        | brúixola, compàs | compàs | [drawing] compass |
| corporation US | societat per accions (joint stock company UK) | corporació | corporation |
| critical       | d'una importància vital, primordial; crític; amb tendencia a ser força crític-a | crític | critical |
| deception      | engany (el català medieval decebre i decebiment i l'anglès arcaic to deceive significaven enganyar i engany i eren força usats en textos juridics I administratius) | decepció | deception |
| delinquency    | morositat | delinqüència | delinquency |
| derogatory     | despectiu | derogatori | derogatory (però també vol dir despectiu) |
| district       | barri, barriada (principalment); comarca; districte | districte | district, area |
| dramatic(ally) | considerable(ment), enorme(ment), dràstic(ament); ràpid(ament) i violent(ament); teatral(ment), colpidor(ament), espectacular(ment); terrible(ment); dramàtic(ament) | dramàtic(ament) | dramatic(ally) |
| edit (to)      | corregir, revisar; editar | editar | publish; edit (to) |
| editor         | redactor, corrector; editor | editor | publisher; editor |
| epidemic (n.)  | epidèmia | epidèmic | epidemical, epidemic (adj.) |
| fix            | (v) adobar, reparar, arranjar; fixar; arreglar, fer trampa (to fix a game) (n) dosi de droga (I need my fix) | fixar | fix (to) |
| gentile        | no-jueu; cristià (en contrast amb jueu); no-mormó (per als mormons); persona que no és membre de la religió d'un mateix; arc. pagà, infidel; gentilici | gentil | gentile: non-jewish, arc. pagan; ant. gentle (from noble extraction): kind, with delicate manners, full of grace, affectuous                                                          |
| gentle         | no dur o fort; lleu i suau, moderat, dolç, feble; gradual, progressiu, dolç; manyac, dolç, suau, dòcil, mansuet (esp. animal); de noble família, ben nat; ensinistrar, domar; apaivagar, calmar, amanyagar, entendrir; ennoblir o dignificar; gentil, amable | gentil | gentile: non-jewish, arc. pagan; ant. gentle (from noble extraction): kind, with delicate manners, full of grace, affectuous                                                          |
| global         | mundial, planetari (global és correcte quan es considera una cosa en el seu conjunt: enfocament global, sistema global) | global | global, general |
| graduate       | diplomar-se | graduar (en relació amb una escala o nivells: es gradua un continent per mesurar, es gradua el nivell de dificultat) | graduate |
| graduation     | diploma | graduació (grau calculat, posat)                                                                                     | graduation |
| honest         | honrat, íntegre, recte; honest, (conforme a pudor, a decència, bons costums, esp. en la bona conducta sexual); [mistake] sense mala fe | honest | honest, decent, upright; reasonable, moderate (price) |
| individual     | individu; particular adj. | individual | individual |
| plain          | simple (no elaborat); clar, natural | pla | plain; flat; flat (adj.) |
| pristine       | restant en estat pur; incorromput per la civilització; net, immaculat | pristí, pristina (en escrits de caràcter legal o semierudit)                                                         | pristine, primitive |
| race           | correg uda, cursa | raça | race |
| redaction      | emmascarament (procés de preparar un text per a la seva publicació) | redacció (procés de posar un text en escrit)                                                                         | redaction |
| relative (n.)  | parent | relatiu, relacionat amb                                                                                              | relative (adj.) |
| routine        | rutina; programa (~ fet per l'entrenador) | rutina | routine |
| scale          | balança; barem; escata, escama; escatar; escalar | escala | scale (fig.); connection (transports); stairs (escala amb esglaons); ladder (de mà)                                                                                                   |
| specific       | detall (i en altres expressions: specific = no transposable ; specific Heart = calor màssic/de la massa ; specific amount = muntant determinat; specific action = acció puntual; specific gravity = pes del volum ; specific surface = superfície màssica/de la massa; specific activity = activitat màssica/de la massa); precís,-a; particular ; específic, -a | específic | specific |
| subrogate (to) | reemplaçar, substituir | subrogar (en dret)                                                                                                   | subrogate (to) |
| union          | sindicat | unió | union |

## Llista de falsos amics semàntics per polisèmia a partir de la llengua catalana
| Anglès     | Significat en català                                                            | Semblant en català              | Que en anglès seria |
| final      | últim, darrer (en el sentit d'extrem). ex. versió definitiva (d'una aplicació)  | final                           | last                |
| liberal    | persona de tendència d'esquerres (oposat als conservadors), persona progressita | liberal                         | leftist             |
| propaganda | propaganda electoral                                                            | propaganda                      | advertising         |
| prune      | pruna seca                                                                      | pruna                           | plum                |
| vulgar     | vulgar (sentit pejoratiu)                                                       | vulgar (sense sentit pejoratiu) | ordinary, common    |